# Иврейская марка

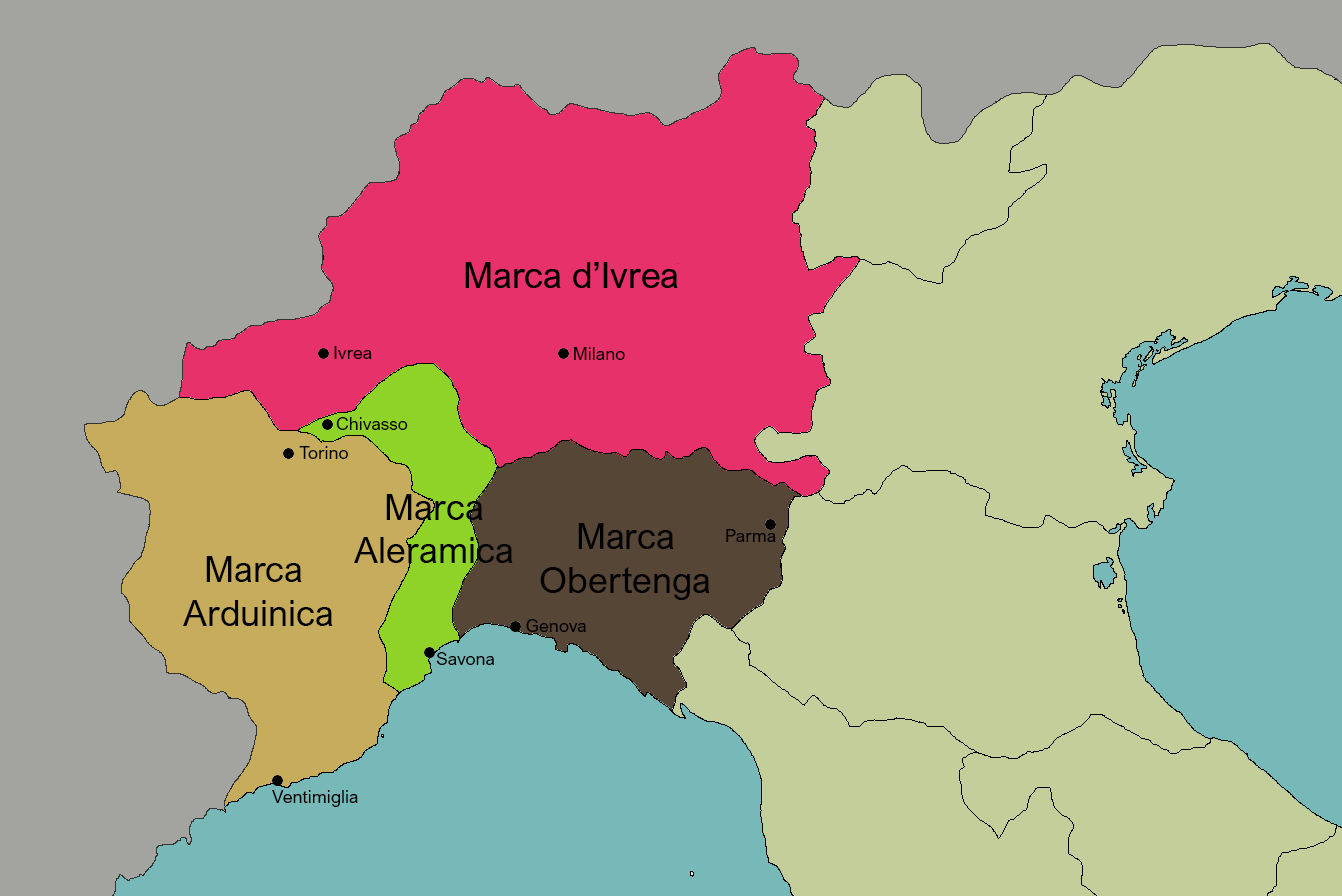

Иврейская марка — марка, существовавшая в X веке на границе современных Италии и Франции. Её столицей был город Иврея, а правили в ней представители рода Анскаридов.
Марка была создана в 888 году королём Италии Гвидо для Анскара, поддерживавшего его во время неудачной попытки завладеть французским троном. Потомки Анскара управляли маркой весь X век, и некоторые из них становились королями Италии, однако в начале XI века титул маркграфа Иврейского стал вакантным, и император Генрих II не стал назначать нового маркграфа.

## Маркграфы Ивреи
- Анскар (888—902)
- Адальберт I (902—924)
- Беренгар I (924—950)
- Ги (950—965)
- Адальберт II (965—970)
- Конрад (970 — ок. 990)
- Ардуин (ок. 990—1015)